# Équipe d'Indonésie de Coupe Davis
L'équipe d'Indonésie de Coupe Davis représente l'Indonésie à la Coupe Davis.

## Historique
L'équipe prit part pour la première fois à la Coupe Davis en 1961. 
Elle a atteint à deux reprises le groupe mondial : 
- 1983 (avec Tintus Arianto-Wibowo, Abdul-Kahar Mim, Suharyadi Suharyadi, Donald Wailan-Walalangi)
- 1989 (avec Tintus Arianto-Wibowo, Yustedjo Tarik, Hadiman Hadiman)

## Joueurs de l'équipe
Les joueurs suivants ont été sélectionnés lors de la Coupe Davis 2015 :
- Christopher Rungkat
- Aditya Hari Sasongko
- David Agung Susanto
- Sunu-Wahyu Trijati